# Canal Internacional de Zarumilla
El canal internacional de Zarumilla es un riachuelo conectado al río Zarumilla que desemboca en el golfo de Guayaquil. Hace parte de la zona occidental de la frontera entre Ecuador y Perú.

## Descripción
Políticamente a orillas del canal al norte se encuentra al norte la provincia de El Oro de Ecuador, y al sur la región Tumbes de Perú, en esas dos divisiones administrativas se forma la conurbación binacional Huaquillas-Zarumilla que ocupa casi la totalidad del canal.
Por estar en una zona altamente urbanizada, el canal suele contaminarse seguidamente, los gobiernos de Ecuador y Perú realizan limpieza con equipos conjuntos. El canal también se vio afectado por inundaciones; en 2017 en una parte del canal el gobierno ecuatoriano construyó un muro para frenar el comercio ilegal, ocasionando un impase diplomático con su contraparte peruana.
En 2020, se rescató el proyecto de construcción de un parque binacional alrededor del canal.
La crisis de refugiados venezolana, desde la década del 2010 tuvo su impacto en el canal, al crearse pasos ilegales para inmigrantes, y un comercio de bandas criminales para el paso de Ecuador al Perú.